# Sd.Kfz. 301
Sd.Kfz. 301 (Sonderkraftfahrzeug 301), также известен как Schwerer Ladungsträger Borgward B IV («тяжёлый носитель взрывчатых веществ») — немецкий тяжёлый носитель взрывчатых веществ (наземная гусеничная самоходная мина), который мог быть приведен в действие дистанционно. Использовался во время Второй мировой войны.
В вермахте использовались три типа носителей взрывчатых веществ: лёгкий Ladungsträger Goliath (Sd.Kfz. 302/303a/303b), средний Ladungsträger Springer (Sd.Kfz. 304) и тяжёлый Ladungsträger Borgward B IV (Sd.Kfz. 301). Только Borgward позволял перевозить заряд, устанавливать его и выводить транспортное средство перед детонацией — другие два типа уничтожались.

## История
Во время вторжения во Францию в 1940 году Германия разработала новый метод уничтожения бункеров с помощью модифицированных танков PzKpfw. I Ausf. B, которые могли размещать взрывчатые вещества без потери носителя. 10 модифицированных танков использовались в 1-й Панцергренадерской дивизии в 3-й роте сапёров. Эта идея привела к заказу на создание специального транспортного средства для вермахта.
В октябре 1941 года было решено построить транспортные средства B IV SdKfz. 301 на базе B III VK 302 и лёгкие носители взрывчатых веществ Goliath SdKfz. 302 («лёгкие носители взрывчатых веществ…») на базе B I и B II. Предшественник B IV не оправдал себя как дистанционно управляемое минное обнаружение или как тягач для боеприпасов.
В апреле 1942 года было произведено 12 тестовых экземпляров, а серийное производство началось в мае 1942 года. К июню 1943 года было построено около 600 экземпляров Borgward IV Ausf. A («версия A»), также 260 экземпляров Ausf. B («версия B») до ноября 1943 года и 305 экземпляров Ausf. C между декабрем 1943 года и сентябрем 1944 года. Версия Ausf. B отличалась от A увеличенной массой на 400 кг, смещённой антенной и модифицированным радиооборудованием. Версия Ausf. C имела массу 4,85 т, длину 4,1 м, ширину 1,83 м и высоту 1,25 м, при этом она была оснащена более тонким броневым покрытием и новым типом гусениц. В версии C также был заменён двигатель на более мощный (78 л. с.), а сиденье водителя было перемещено с левой стороны на правую. Около 56 экземпляров Borgward IV были переделаны в противотанковые орудия Panzerjäger Wanze, оснащённые пушкой 8,8 см Panzerbüchsen 54 в конце войны. Как минимум один Borgward IV Ausf. B был переделан и протестирован как плавающий транспорт, а в 1943 году другой экземпляр был оснащён телевизионной камерой.

## Варианты

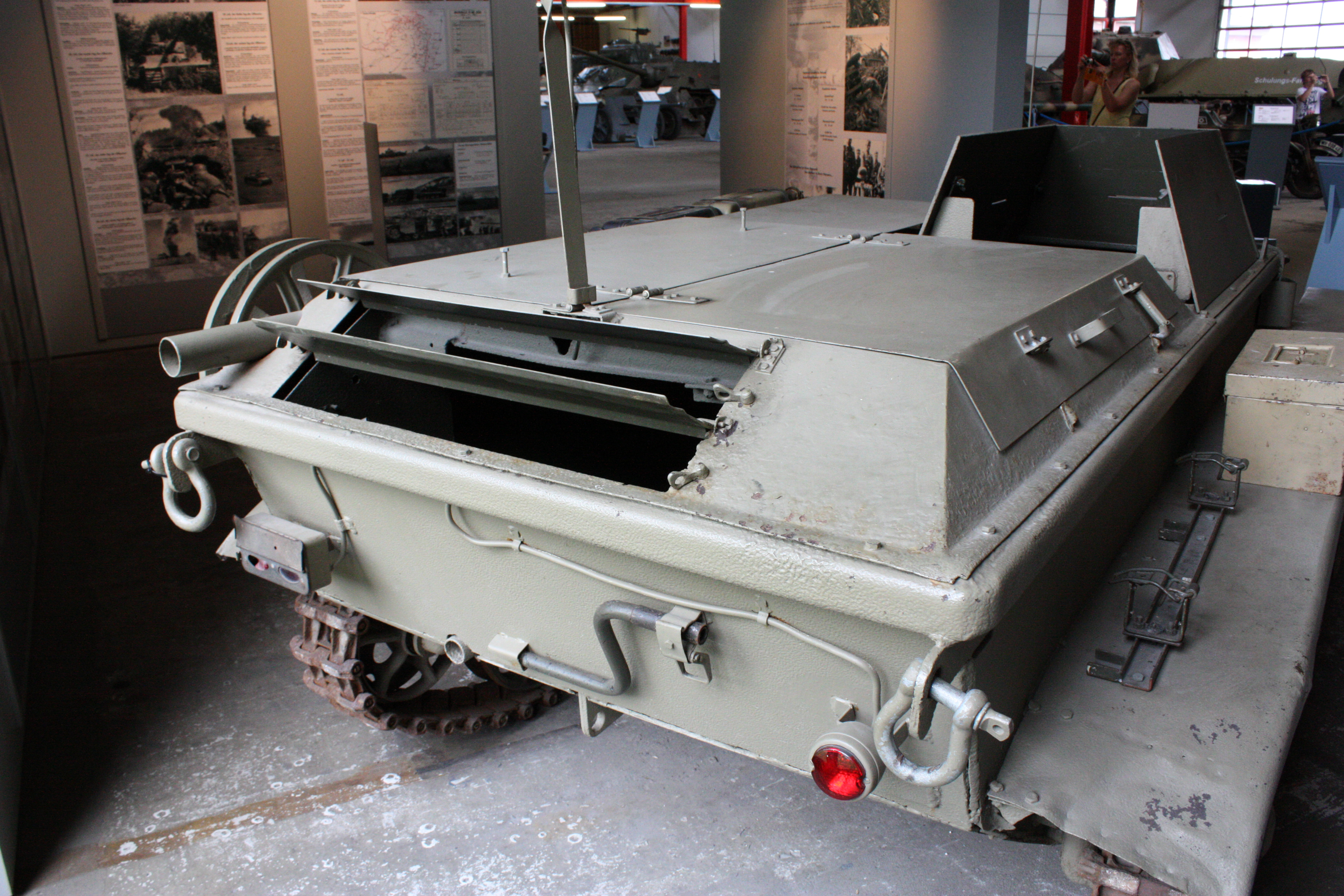

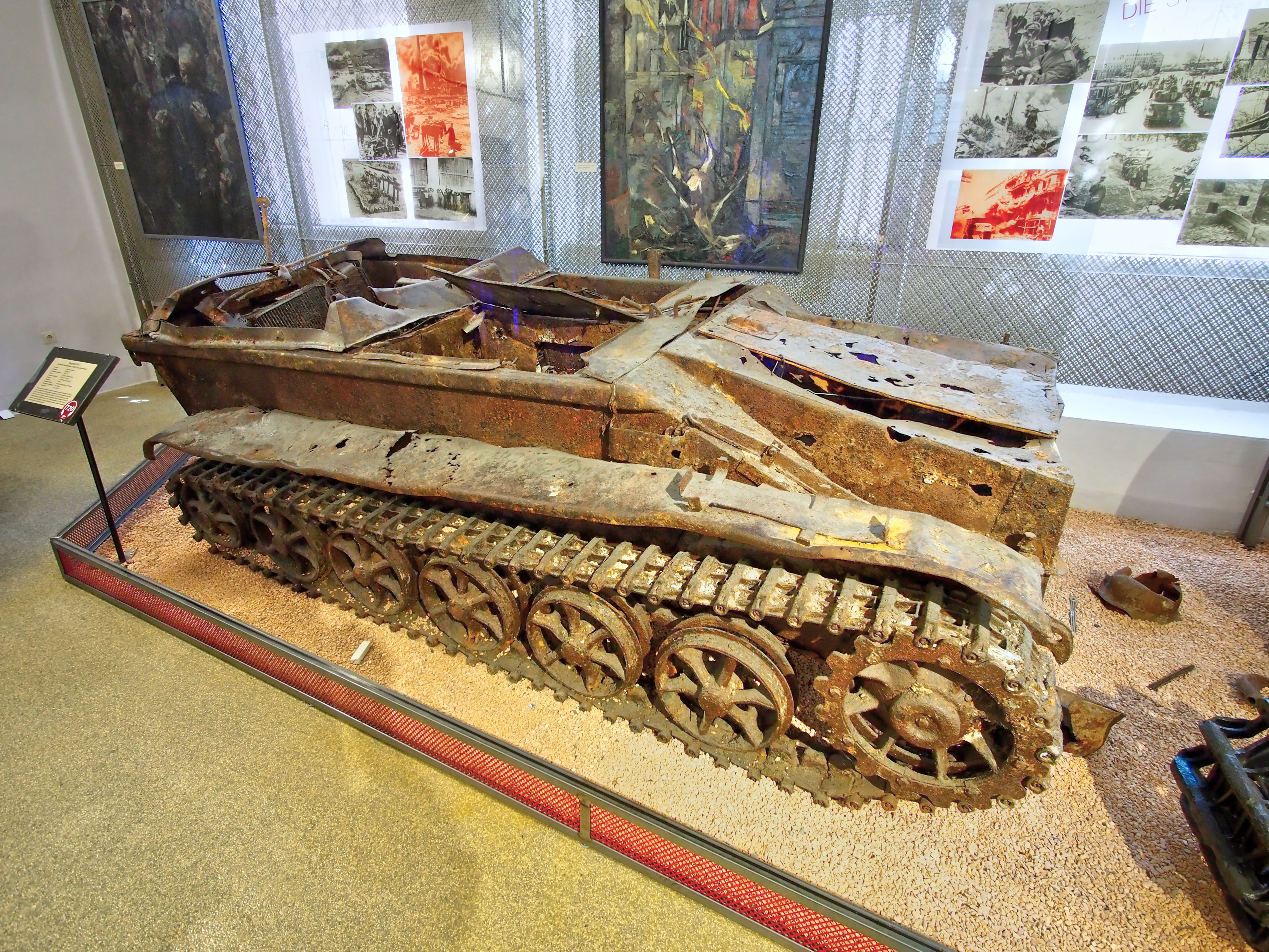

Было выпущено три модели Borgward: Ausführung (сокращенно Ausf.) A, Ausf. B и Ausf. C, которые в основном различались бронированием, массой и радиооборудованием.
Borgward IV Ausf. A, первая модель, поступившая в серийное производство, была оснащена 49-сильным 4-цилиндровым бензиновым двигателем с водяным охлаждением. Ausf. A была самой производимой моделью, примерно 616 экземпляров было выпущено в период с мая 1942 по июнь 1943 года.
В июне 1943 года производство перешло на аналогичный Borgward IV Ausf. B. Ausf. B весил на 400 кг больше, радиоантенна была перемещена и использовалось лучшее радиооборудование. С июня по ноябрь 1943 года было выпущено 260 экземпляров этой модели.
Последний Borgward IV, который пошел в производство, Ausf. C, претерпел более существенные изменения. Шасси было удлинено до 4,1 метра, а вес еще больше увеличился. Броня на Ausf. C была толще, чем на предыдущих вариантах, использовались новые гусеницы, сиденье водителя было перемещено в левую часть машины, и использовался новый шестицилиндровый двигатель мощностью 78 лошадиных сил. Ausf. C выпускался с декабря 1943 года по сентябрь 1944 года, когда производство было прекращено, было построено 305 экземпляров.
Ближе к концу Второй мировой войны около 56 Ausf. B и C были переделаны в Panzerjäger Wanze, вооруженные шестью противотанковыми ракетами RPzB 54/1. В последние дни войны эти машины в качестве танкетoк участвовали в небольших стычках с советской бронетехникой и принимали участие в битве за Берлин.
По крайней мере один Ausf. B был переоборудован в плавающую машину, а в 1943 году один Borgward IV был оборудован телевизионной камерой для наблюдения.

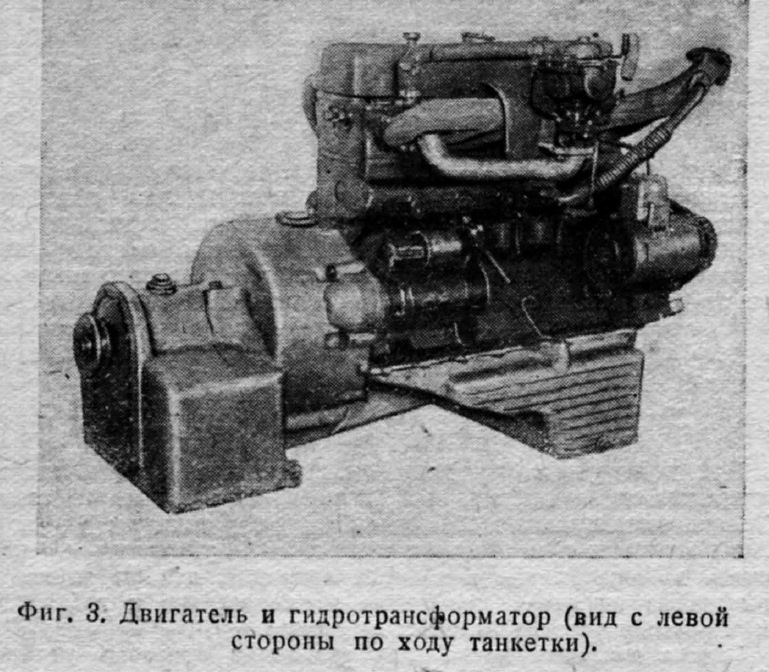
Двигатель Borgward IV и гидротрансформатор

Производство Borgward IV было относительно небольшим: было произведено всего 1181 экземпляр, по сравнению с 7564 экземплярами гораздо меньшего Goliath . Как и другие немецкие дистанционно управляемые подрывные машины, Borgward IV не считался успешным; он был ненадёжен и дорог, хотя в отличие от Goliath и Springer его можно было использовать многократно.

## Боевое применение
Транспортные средства данного типа использовались против повстанцев в Варшавском восстании. 13 августа 1944 года транспортное средство этого типа из 302-го панцерного батальона (Panzer Abteilung (FKL) 302) было захвачено повстанцами при отражении атаки немцев на баррикаду на улица Подвaлe в Варшаве. В результате взрыва, известного как взрыв «танка-ловушки», погибло как минимум триста человек, среди которых были повстанцы и гражданское население, и ещё столько же получили ранения.
В стену собора святого Иоанна был вмурован фрагмент гусеницы этого транспортного средства, однако он был подписан ошибочно как «Гусеница немецкого танка-мины „Голиат“, который во время Варшавского восстания в 1944 году разрушил часть стен Кафедры».
В январе 1945 года на территории разрушенной Варшавы было найдено несколько оставленных Borgward IV (в том числе некоторые, всё ещё оснащённые взрывчаткой). В августе 1947 года произошла подобная трагедия на Стваке, унесшая тридцать жертв.
В апреле 2010 года один из сохранившихся экземпляров этого транспортного средства был найден в Вене при проведении раскопок для новой железнодорожной станции; он был передан в венский Музей военной истории.

## Галерея

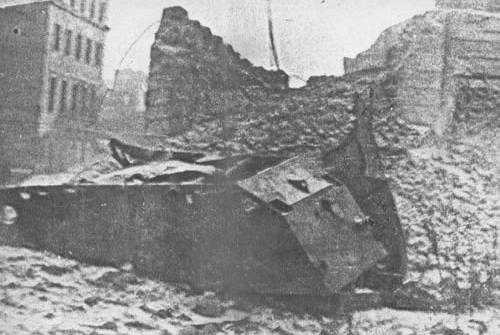
Обломки транспортного средства, уничтоженного 13 августа 1944 года в Варшаве на ул. Килинского
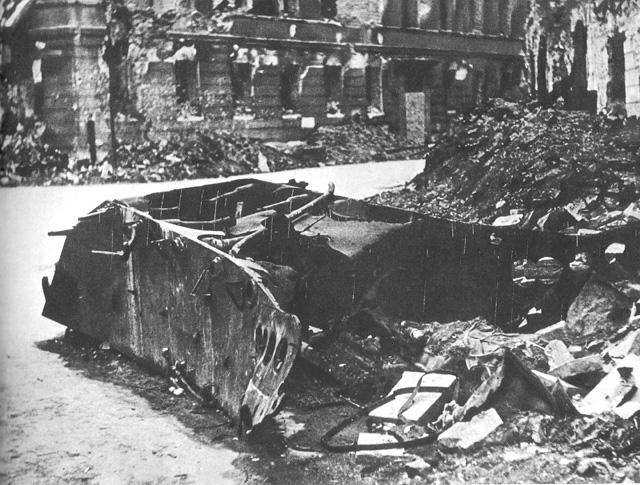
Другой снимок этого же обломка
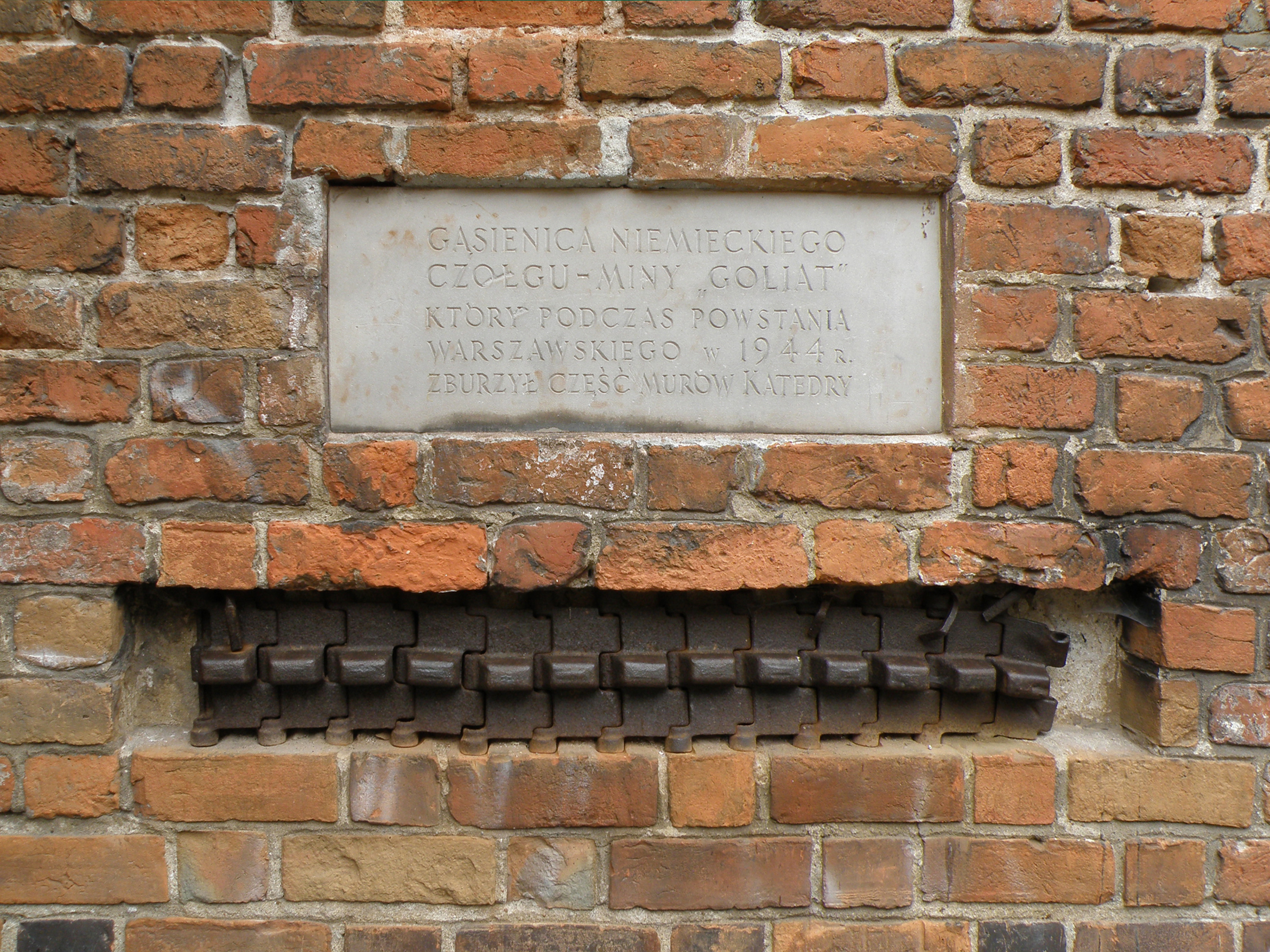
Гусеница транспортного средства с ошибочным подписанием модели на стене собора святого Иоанна в Варшаве
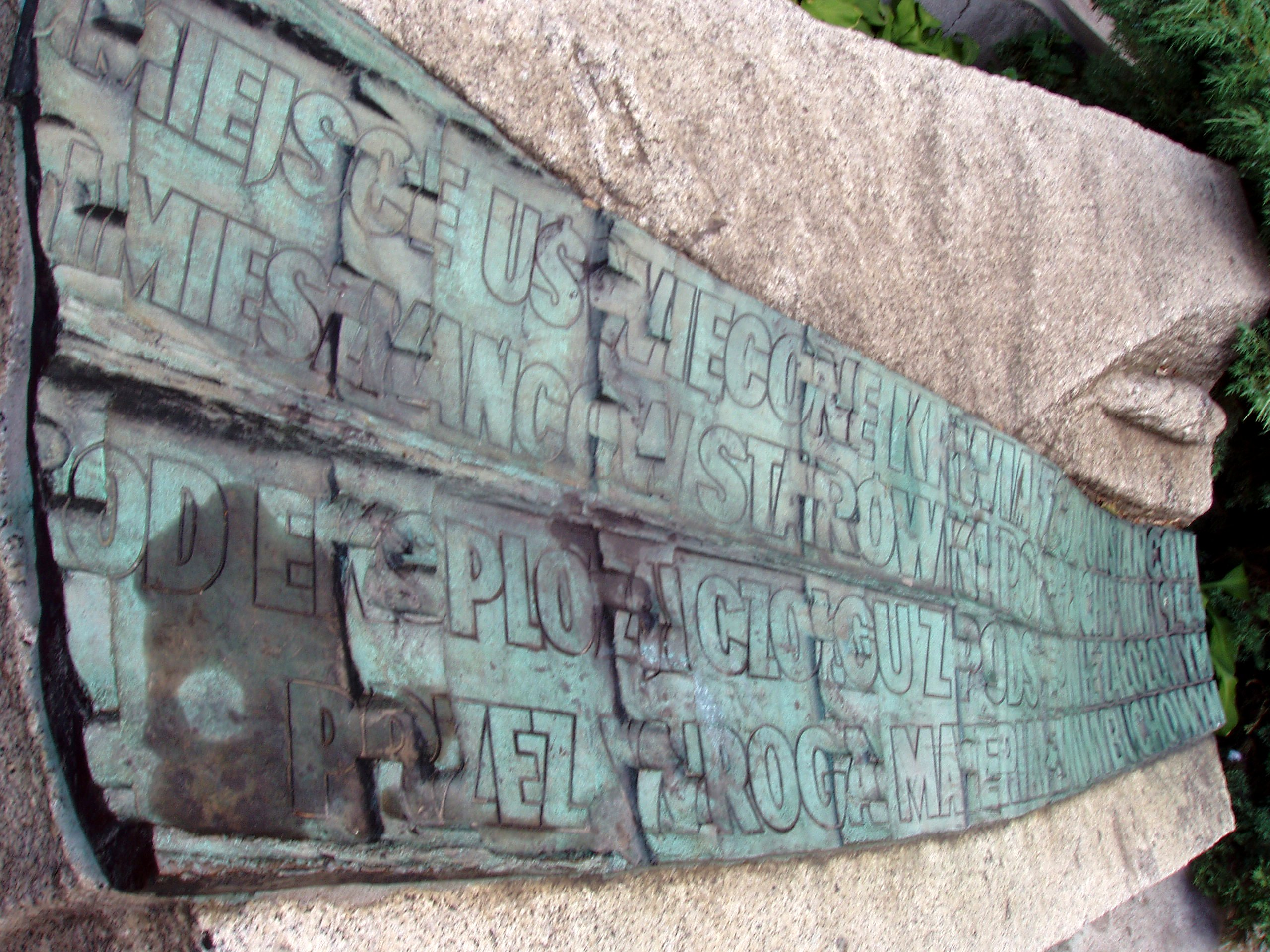
Памятная табличка на месте взрыва в Варшаве
- Технические данные